# Улица Добровольцев (Чернигов)
Улица Добровольцев (укр. Вулиця Добровольців) — улица в Деснянском районе города Чернигова. Пролегает от улицы Стрелецкая до улицы Василия Будника, исторически сложившаяся местность (район) Яловщина.
Нет примыкающих улиц.

## История
Застраивалась в 1930-е годы.
Переулок получил название от соседней улицы Ворошилова — в честь российского революционера, Маршала Советского Союза, дважды Героя Советского Союза Климента Ефремовича Ворошилова.
19 февраля 2016 года улица получила современное название — в честь украинских добровольцев, согласно Распоряжению городского главы В. А. Атрошенко Черниговского городского совета № 54-р «Про переименование улиц и переулков города» («Про перейменування вулиць міста»)

## Застройка
Непарная сторона улицы занята усадебной застройкой, парная сторона — не застроена, берег реки Стрижень. Улица имеет проезд со стороны улицы Василия Будника.
Учреждения: нет. 